# Ramal Fátima-Rojas-4 de Febrero del Ferrocarril General Urquiza
El ramal Fátima-Rojas-4 de Febrero (ramal U-1) de 260 km y trocha 1.435 m pertenece al Ferrocarril General Urquiza en Argentina. A principios de la década de 1980 fue levantado el tramo de Rojas a la estación Cuatro de Febrero, por lo que el ramal quedó reducido a 165.7 km.
Se halla en la provincia de Buenos Aires, en donde atraviesa los partidos de Pilar, Luján, San Andrés de Giles, Carmen de Areco, Salto, Rojas y Colón. El pequeño tramo que se hallaba en la provincia de Santa Fe se encontraba en el departamento General López. En Salto existe un intercambio con la trocha de 1,000 m del Ferrocarril General Belgrano hasta la estación Salto (Belgrano), llamado ramal U-27.

## Historia

### Construcción y operación
El 2 de octubre de 1884 Federico Lacroze -dueño de líneas de tranvías en Buenos Aires- recibió por decreto una concesión para construir una línea de tranvías tirado por caballos en una extensión de 47 km de vías desde Buenos Aires hasta Colón y Zárate. El 25 de octubre de 1885 la Legislatura de la provincia de Buenos Aires aprobó también la concesión acordando la garantía del 5 % sobre el costo de su construcción:

Art. 1°. Queda autorizado el P.E. para garantir á don Federico Lacroze, concesionario del tranvía que partiendo de Almagro, pase por San Martín, Bella Vista, San Miguel, Pilar, Capilla del Señor, Giles, Carmen de Areco, Salto, Rojas y Villa de Colón, comunicando la Capilla del Señor con Zárate y Campana, y que arrancando de Giles pase por la Villa de Luján, Marcos Paz, San Vicente y llegue hasta el dique N° 1 de cabotaje del Puerto de La Plata...

El 27 de enero de 1886 un decreto aceptó modificar la traza y el 4 de febrero de 1886 se firmó un contrato de concesión, tomando el nombre de Tramway Rural. En la línea desde Fátima hasta Salto el 24 de mayo de 1889 fue autorizado provisoriamente el ramal entre el km 60 (Fátima) y el pueblo de San Andrés de Giles. Desde el 5 de septiembre de 1891 se le permitió a la empresa operar con locomotoras a vapor, por lo que pasó a ser conocida como Tranvía Rural a Vapor. La ley n.º 3819 del 20 de septiembre de 1899 aprobó ese permiso. El tramo de San Andrés de Giles hasta San Patricio (estación Heavy) fue inaugurado el 17 de diciembre de 1892, hasta Carmen de Areco el 15 de marzo de 1894 y llegó hasta Salto el 1 de diciembre de 1896 al ser librada al servicio. El 5 de abril de 1897 fueron denominadas las estaciones Kenny (km 155,200) y Salto (km 178,300). 
El 26 de agosto de 1897 la compañía cambió su nombre mediante un decreto del Gobierno de la provincia de Buenos Aires, pasando a denominarse Ferrocarril Rural de la Provincia de Buenos Aires, por lo que fue reconocido por decreto nacional con categoría de ferrocarril nacional el 31 de diciembre de 1897. El 6 de octubre de 1903 fue sancionada la ley nacional n.º 4234 que autorizó la extensión desde Salto a Rojas de 50 km aproximadamente. 
El 11 de octubre de 1906 pasó a denominarse Ferrocarril Central de Buenos Aires al autorizarse la transferencia de la sucesión de los hermanos Lacroze. La línea fue extendida desde Salto hasta Rojas el 15 de marzo de 1909 y alcanzó su máxima extensión el 29 de julio de 1915 al inaugurarse el tramo hasta la estación 4 de Febrero. Aunque la idea era alcanzar Villa María en la provincia de Córdoba, en ese lugar se detuvo el ramal. El tramo de Salto a Rojas fue librado al servicio por decreto el 31 de diciembre de 1911. En Salto la línea tenía un intercambio con la francesa Compañía General de Ferrocarriles en la Provincia de Buenos Aires, de trocha 1,000 m.
El 14 de mayo de 1949 el Estado nacional tomó posesión del Ferrocarril Central de Buenos Aires expropiándolo y lo anexó al recién creado Ferrocarril Nacional General Urquiza.

### Cierre
Mientras se realizaba el estudio denominado Plan Larkin (entre 1959 y 1962), publicado en 3 tomos como Transportes argentinos: plan de largo alcance, y que fue un estudio de racionalización y modernización de los medios de transporte de Argentina durante la presidencia de Arturo Frondizi se clausuró el tramo desde Rojas hasta la estación 4 de Febrero el 1 de agosto de 1961 y sus vías comenzaron a ser levantadas tras ser autorizada la clausura por decreto n.º 4176 de 22 de mayo de 1961. El plan establecía un orden de prioridad para el cierre de varios ramales del FCGU y sus sustitución por caminos, poniendo en primera prioridad de cierre el ramal de Fátima a Rojas. Como los productores de la región solicitaron su reapertura, en 1974 fue rehabilitado hasta la estación Sarasa en el partido de Colón, pero al poco tiempo volvió a ser clausurado y sus vías fueron levantadas a principios de la década de 1980, quedando Rojas como punta de riel del ramal.
El decreto n.º 44/1990 del 4 de enero de 1990 del presidente Carlos Saúl Menem dispuso la racionalización de los servicios de pasajeros interurbanos ordenando el cierre de servicios del FCGU en un plazo de 30 días. Los trenes coche motores Fiat n.º 2321 y 2323 entre Federico Lacroze y Rojas y 2322, 2324 y 2325 en sentido inverso, todos conocidos como "El Federico", fueron suprimidos y reemplazados por los trenes n.º 615 (hacia Rojas) 616 y 653 (hacia Lacroze). El decreto n.º 1168/1992 del 10 de julio de 1992 dispuso la supresión de los servicios de pasajeros interurbanos a partir del 31 de julio de 1992 o su traspaso a las provincias interesadas a partir del 1 de enero de 1993 debiendo entre ambas fechas compartir los costos de los servicios. Como la provincia de Buenos Aires aceptó compartir los costos, el 1 de agosto de 1992 fue puesto en vigencia un diagrama de emergencia para los servicios de pasajeros interurbanos subsistentes desde Lacroze a Rojas, pero fueron suprimidos el 21 de noviembre de 1993, mientras que el último servicio de cargas se registró en 1998.
Estación 4 de febrero== Imágenes ==

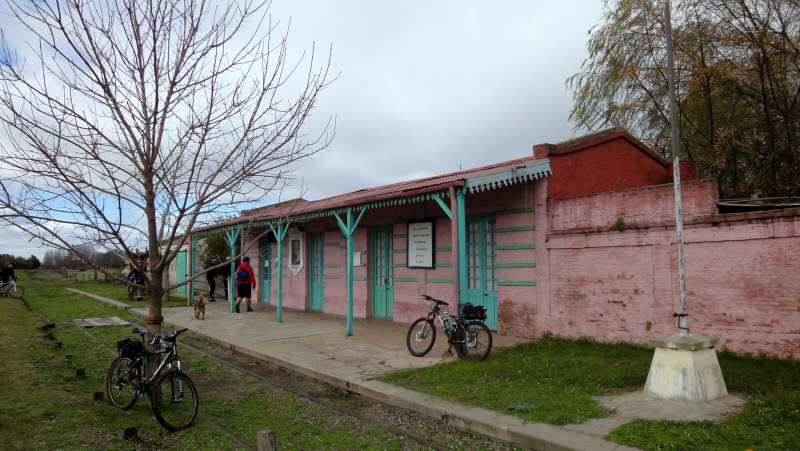
Estación Ruiz.
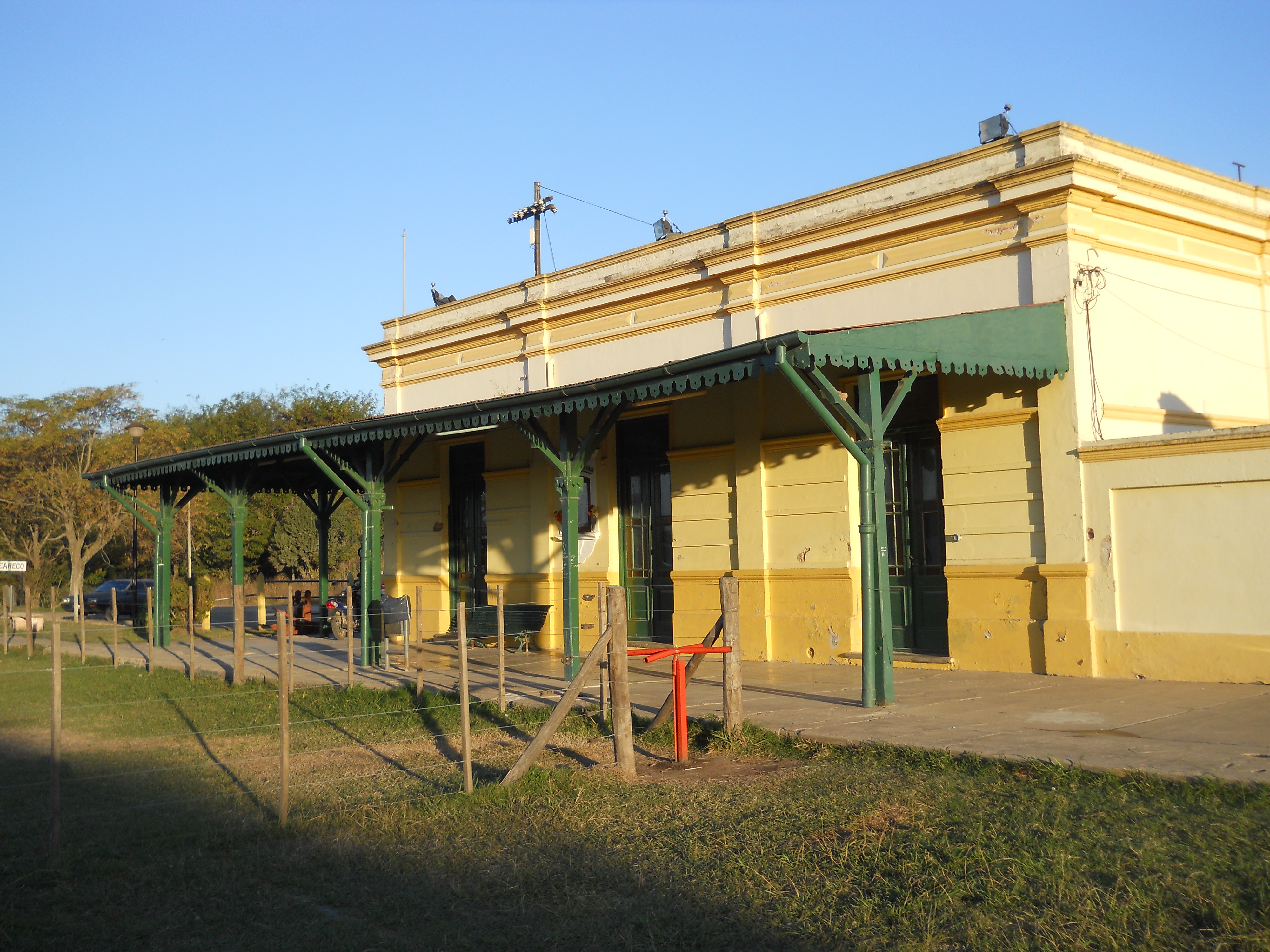
Estación Carmen de Areco.
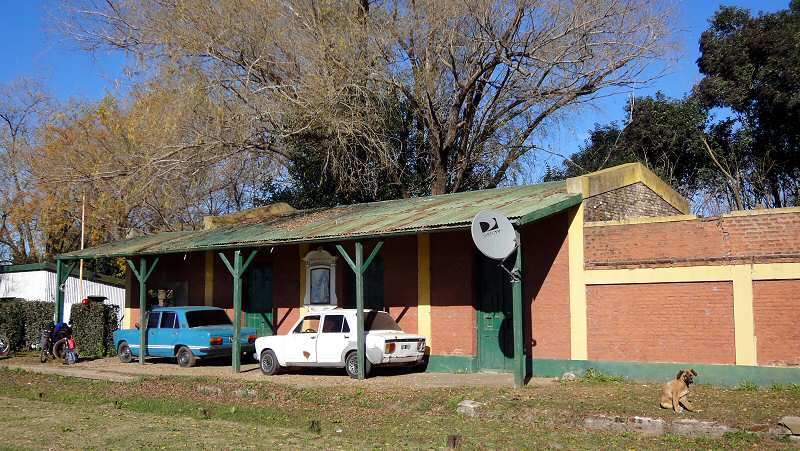
Estación Cucullú.
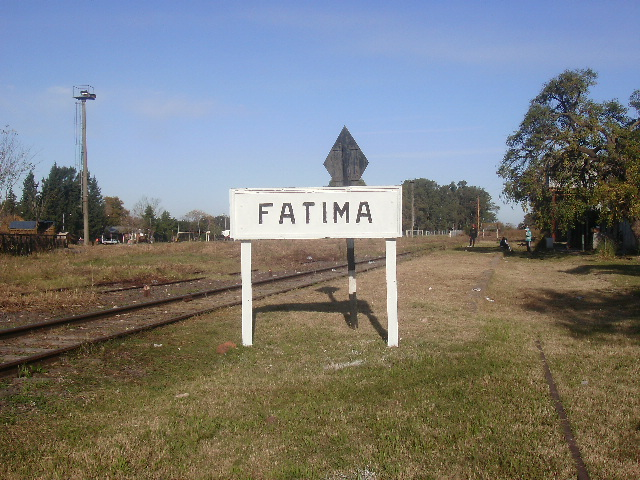
Estación Fátima.
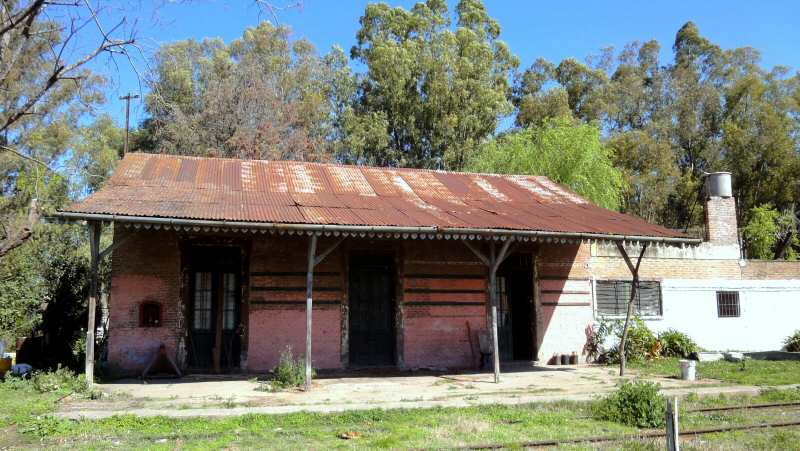
Estación Etchegoyen.
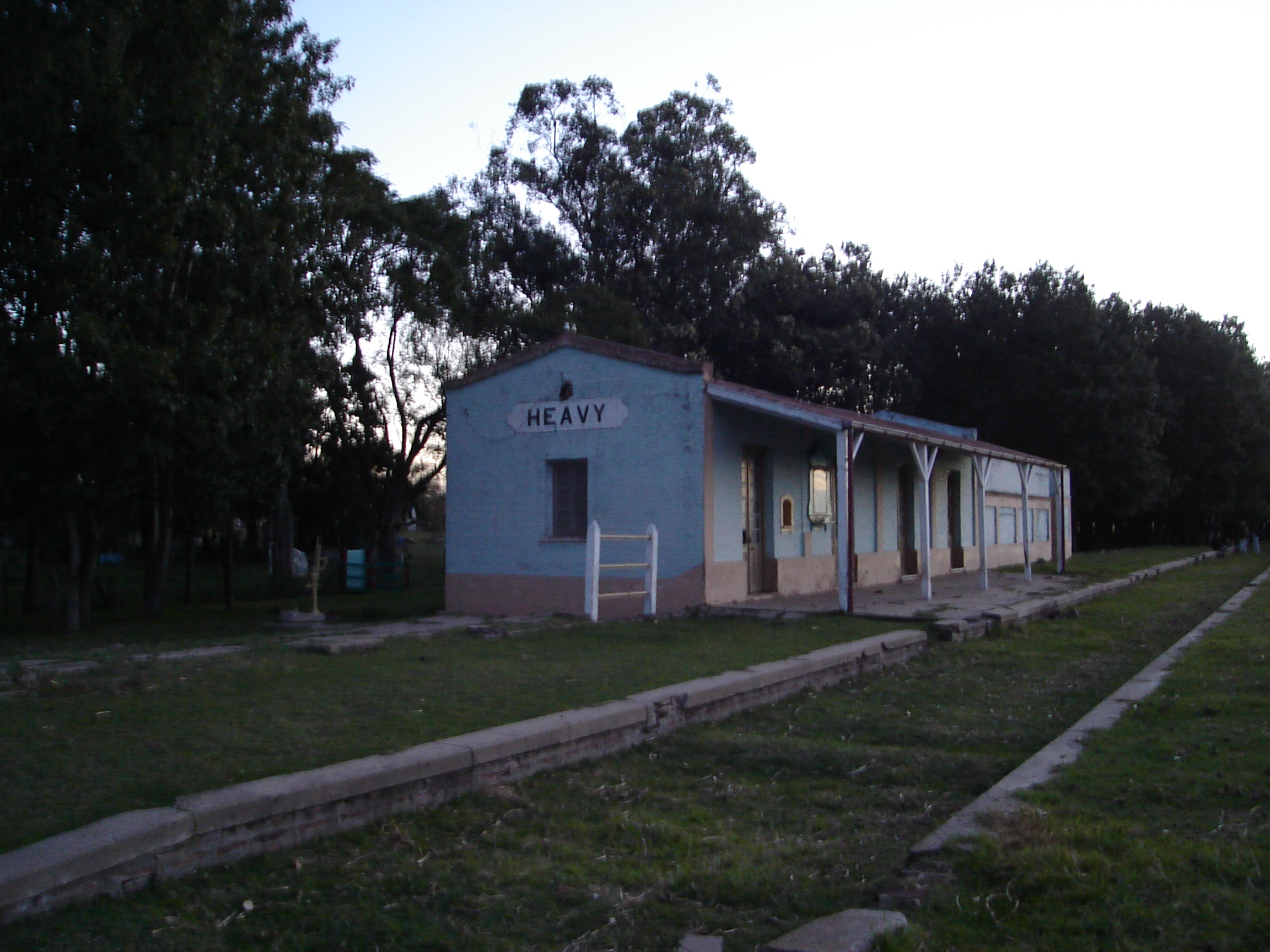
Estación Heavy.
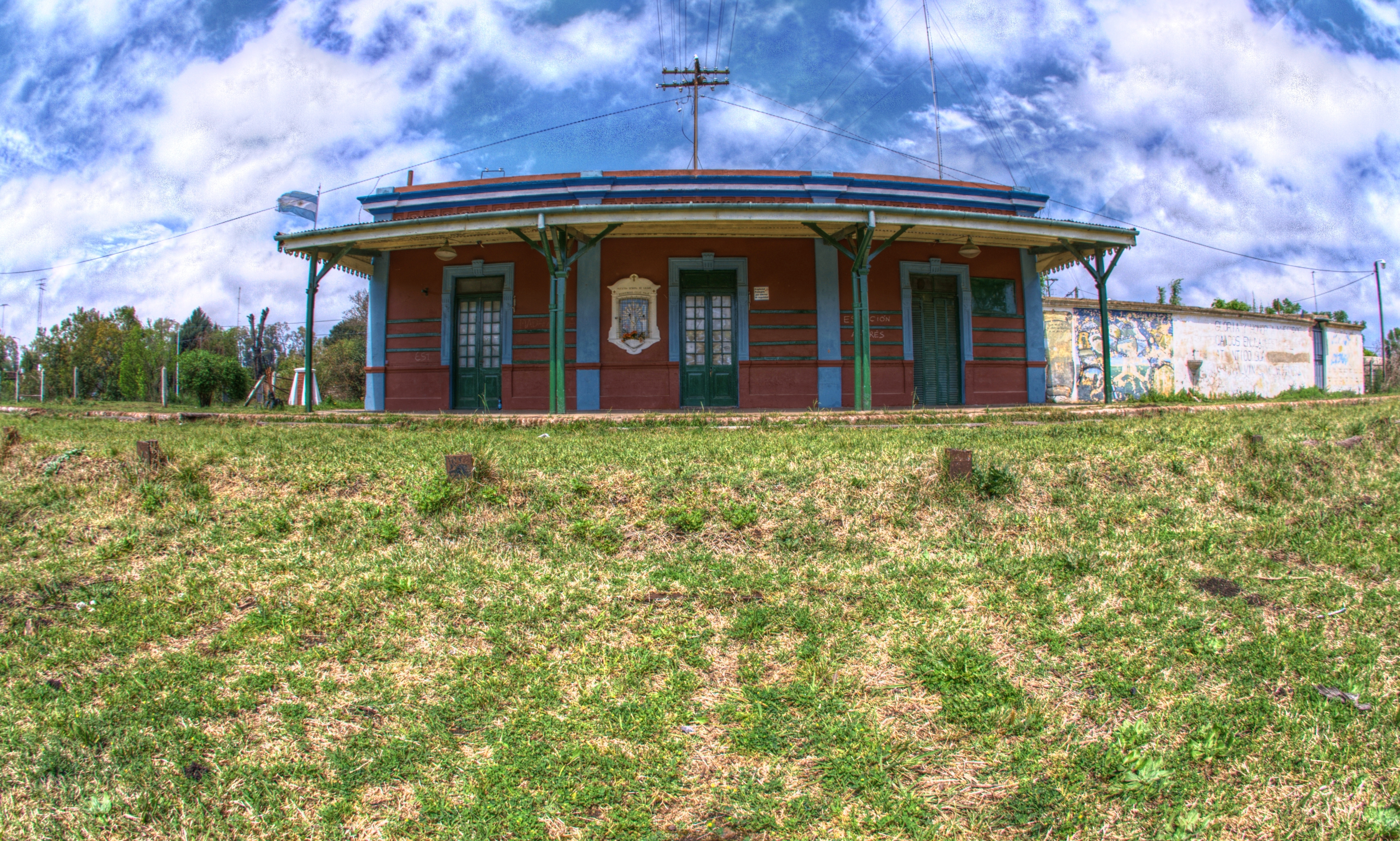
Estación San Andrés de Giles.